# Кетяска
Кетяска (рум. Căteasca) — село у повіті Арджеш в Румунії. Входить до складу комуни Кетяска.
Село розташоване на відстані 88 км на північний захід від Бухареста, 19 км на південний схід від Пітешть, 111 км на північний схід від Крайови, 107 км на південний захід від Брашова.

## Населення
За даними перепису населення 2002 року у селі проживали 650 осіб. Усі жителі села рідною мовою назвали румунську.
Національний склад населення села:
| Національність | Кількість осіб | Відсоток |
| -------------- | -------------- | -------- |
| румуни         | 641            | 98,6%    |
| цигани         | 9              | 1,4%     |